# Dobra (powiat zgierski)
Dobra – wieś w Polsce położona w województwie łódzkim, w powiecie zgierskim, w gminie Stryków. Wieś położona jest w dolinie rzeki Kiełmiczanki, lewego dopływu Moszczenicy.

## Położenie
Dobra leży na terenie Parku Krajobrazowego Wzniesień Łódzkich. W miejscowości ma swoją siedzibę parafia św. Jana Chrzciciela Kościoła Starokatolickiego Mariawitów oraz parafia rzymskokatolicka św. Jana Chrzciciela i Świętej Doroty (we wsi znajdują się obydwa kościoły parafialne).
Przez miejscowość przebiega droga krajowa nr 14.
Miejscowość włączona jest do sieci komunikacji autobusowej MPK Łódź: linie 60B i 60C.

## Historia
Pierwsze informacje o wsi pochodzą z 1386. W tym roku wieś znalazła się w spisie parafii płacących świętopietrze. W 1525 Jan i Dorota Dobrscy ufundowali obraz Matki Boskiej Częstochowskiej, który teraz znajduje się w tutejszej parafii rzymskokatolickiej. W 1827 Dobra stanowiła wieś i folwark, było tu 28 domów i ok. 285 mieszkańców. W 1863 na terenie Dobrej stoczono bój z Rosjanami, w którym poległo 63 powstańców. Była to jedna z większych bitew powstania styczniowego w powiecie brzezińskim. 
Do 1954 istniała gmina Dobra. W latach 1954–1972 wieś należała i była siedzibą władz gromady Dobra. W latach 1975–1998 miejscowość należała administracyjnie do ówczesnego województwa łódzkiego. Obecnie jest to jedna z największych wsi gminy Stryków.

## Sport
W miejscowości działa Klub Sportowy Powstaniec Dobra założony w 2011. Od początku swego istnienia Powstaniec występuje w łódzkiej B klasie oraz organizuje Bieg Powstańca upamiętniający bitwę z 1863.

## Galeria

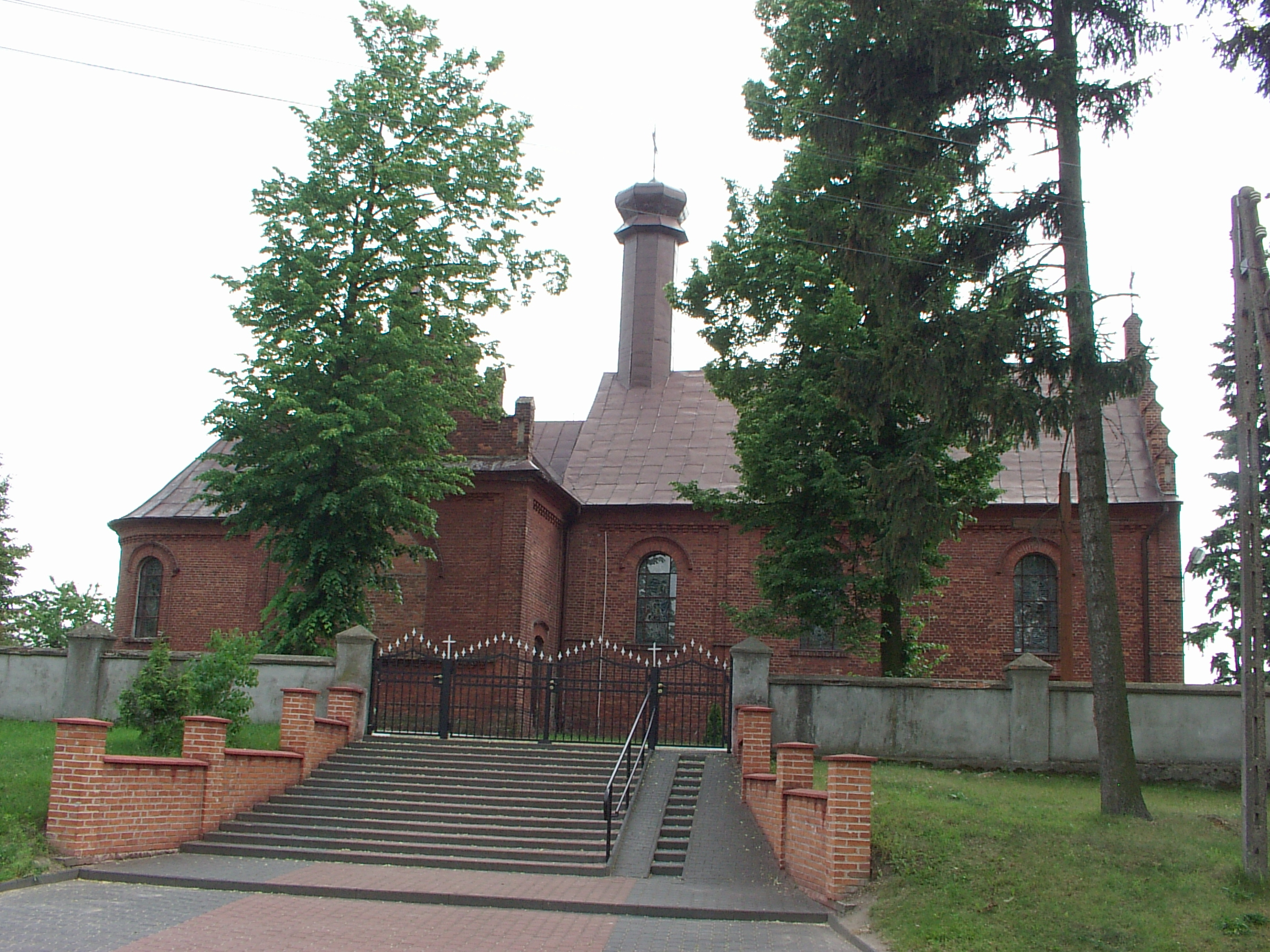
Zabytkowy kościół rzymskokatolicki pw. św. Jana Chrzciciela i Świętej Doroty
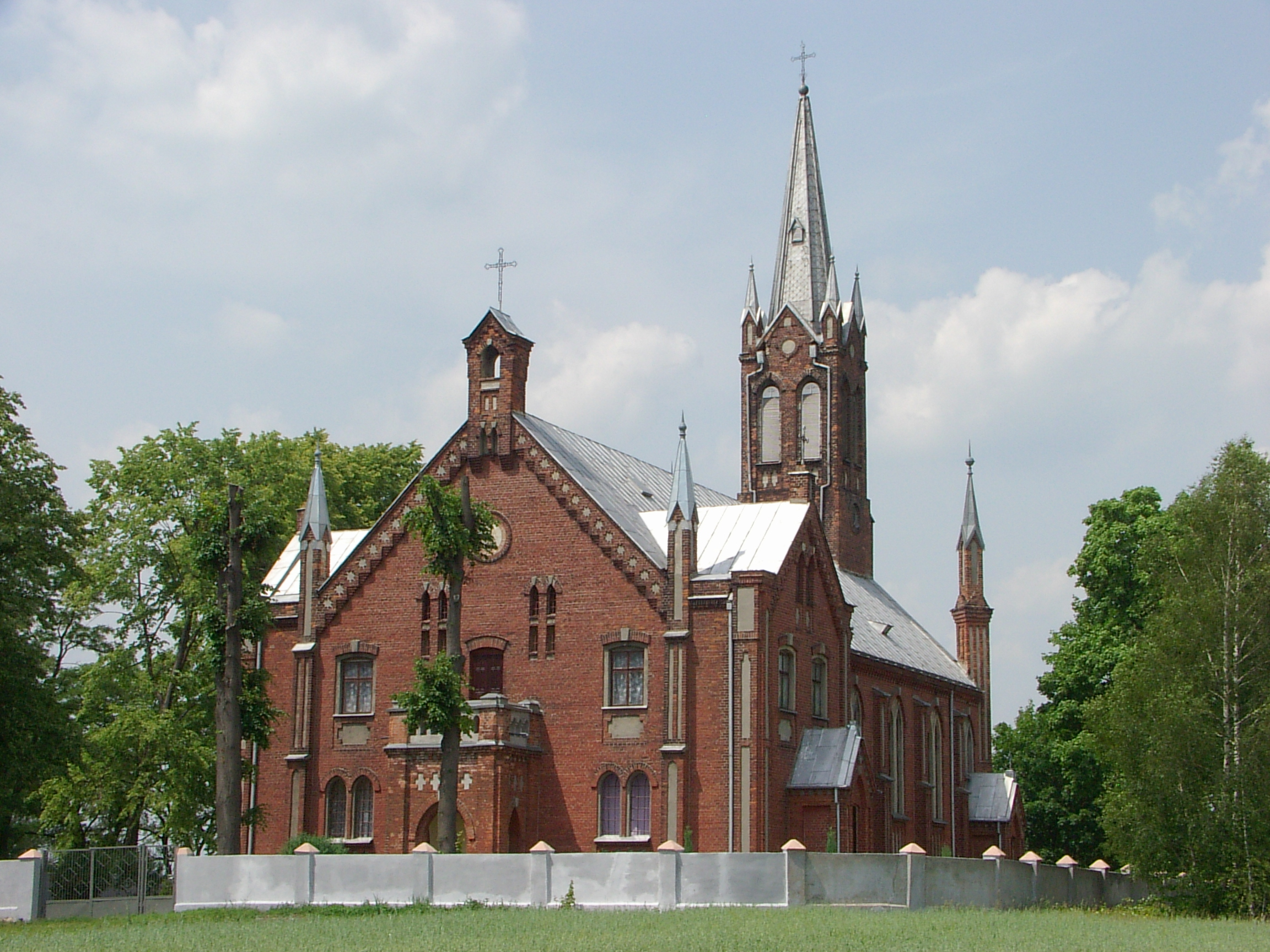
Kościół mariawitów pw. św. Jana Chrzciciela